# Andert-et-Condon
Andert-et-Condon is een gemeente in het Franse departement Ain (regio Auvergne-Rhône-Alpes). De gemeente telde 335 inwoners op 1 januari 2022.
De Kapel van Andert stamt uit de 13e eeuw, maar bevat een steen uit de 1e eeuw. Verder staat er het Kasteel van Andert en het Huis van Beauregard (Manoir de Beauregard).
In 1791 is de huidige gemeente ontstaan uit een fusie van de gemeenten Andert en Condon.

## Geografie
De oppervlakte van Andert-et-Condon bedroeg op 1 januari 2022 6,94 vierkante kilometer; de bevolkingsdichtheid was toen 48,3 inwoners per km².
De onderstaande kaart toont de ligging van Andert-et-Condon met de belangrijkste infrastructuur en aangrenzende gemeenten.

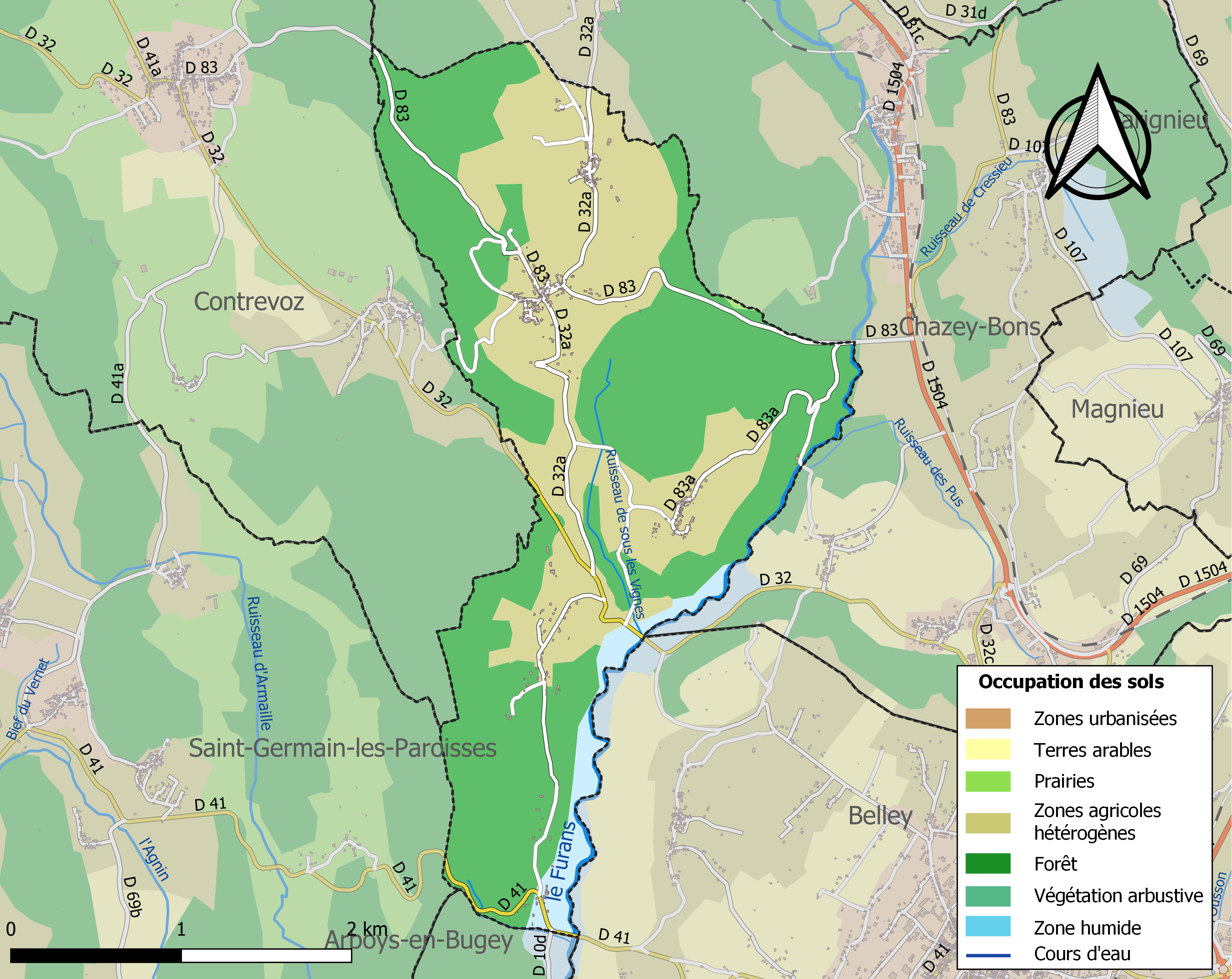

## Demografie
Onderstaande figuur toont het verloop van het inwoneraantal van Andert-et-Condon vanaf 1968. De cijfers zijn afkomstig van het Frans bureau voor statistiek en bevatten geen dubbel getelde personen (zoals studenten en militairen).
Vanwege een beveiligingsprobleem met de MediaWiki Graph-software is het momenteel niet mogelijk deze grafiek weer te geven. Zodra de software is bijgewerkt zal de grafiek vanzelf weer zichtbaar worden.